# 久万高原町立柳谷中学校
久万高原町立柳谷中学校（くまこうげんちょうりつ やなだにちゅうがっこう）は、愛媛県上浮穴郡久万高原町柳井川にあった公立中学校。旧柳谷村の唯一つの中学校であったが、地域の過疎化少子化により生徒数の減少が続き、2015年（平成27年）に美川中学校へ統合した。

## 概要
校区の存在する地域は四国山地山中に位置する典型的な山村であり、林業の衰退とともに地域の人口減少から生徒数も減少が続いた。その結果、久万高原町内では久万高原町立面河中学校とほぼ同規模の小規模校となっていた。
その後も生徒数の回復は見込めず、また教育上の配慮から、2015年（平成27年）に旧隣村の美川中学校へ統合した。これをもって、久万高原町内の中学校は久万、美川の2校となった。

## 沿革
- 愛媛県上浮穴郡柳谷村内には地域ごとに太平洋戦争後の学制改革により設立された柳井川中学校、西谷中学校、中津中学校の3つの中学校があった。
- 1961年（昭和36年）　3中学校が名目統合、1964年（昭和39年）には実質統合して新生柳谷村立柳谷中学校となった。[1]
- 2004年（平成16年） 柳谷村が上浮穴郡内の周辺町村との合併（平成の合併）により久万高原町が成立、当校は久万高原町立となる。
- 2015年（平成27年）　美川中学校へ統合。

これをもって、久万高原町内は久万、美川の2中学校の体制となった。

## 生徒数
2008年度の学級数3、生徒数12名、職員数11名。山間の小規模な中学校であった。愛媛県人事委員会告示では上浮穴郡におけるへき地中学校として1級に指定されていた。